# Bogdan Țăruș
Bogdan Țăruș (n. 1 august 1975, Piatra-Neamț, Neamț, România) este un fost atlet român, specializat în săritură în lungime.

## Carieră
De-a lungul carierei a participat de trei ori la Jocurile Olimpice. La Jocurile Olimpice din 2000 s-a clasat pe locul 9 și la Jocurile Olimpice din 2004 a obținut locul 8. De șase ori a participat la Campionatele Mondiale, cel mai bun rezultat fiind un loc 10 la Campionatul Mondial din 2003. La Campionatul Mondial în sală din 1999 s-a clasat pe locul 6 și la Campionatul Mondial în sală din 2004 a obținut locul 8.
La nivel european Bogdan Țăruș a câștigat patru medalii de argint. La Campionatul European din 1998 a fost pe locul 2. În plus, a fost vicecampion european în sală din 1996, 2000 și 2005. El deține recordul național în sală cu o săritură de 8,30 m.
În 2004 el a fost decorat cu Medalia „Meritul Sportiv” clasa I. A fost antrenor în cadrul Federației Române de Atletism din 2005 până în 2006. În 2009 a emigrat în Canada.

## Palmares
| An   | Competiție                               | Locație                  | Loc | Note   |
| ---- | ---------------------------------------- | ------------------------ | --- | ------ |
| 1992 | Campionatul Mondial de Juniori (sub 20)  | Seul, Coreea de Sud      | 13  | 7,41 m |
| 1993 | Campionatul European de Juniori (sub 20) | San Sebastián, Spania    | 7   | 7,46 m |
| 1994 | Campionatul Mondial de Juniori (sub 20)  | Lisabona, Portugalia     | 2   | 8,01 m |
| 1994 | Campionatul European                     | Helsinki, Finlanda       | 15  | 7,79 m |
| 1995 | Campionatul Mondial                      | Göteborg, Suedia         | 23  | 7,79 m |
| 1995 | Universiada                              | Fukuoka, Japonia         | 17  | 7,67 m |
| 1996 | Campionatul European în sală             | Stockholm, Suedia        | 2   | 8,03 m |
| 1996 | Jocurile Olimpice                        | Atlanta, Statele Unite   | 15  | 7,96 m |
| 1997 | Campionatul Mondial în sală              | Paris, Franța            | 16  | 7,75 m |
| 1997 | Campionatul European de Tineret (sub 23) | Turku, Finlanda          | 4   | 7,96 m |
| 1997 | Campionatul Mondial                      | Atena, Grecia            | 19  | 7,87 m |
| 1997 | Universiada                              | Catania, Italia          | 8   | 7,62 m |
| 1998 | Campionatul European                     | Budapesta, Ungaria       | 2   | 8,21 m |
| 1999 | Campionatul Mondial în sală              | Maebashi, Japonia        | 6   | 8,15 m |
| 1999 | Campionatul Mondial                      | Sevilla, Spania          | 26  | 7,74 m |
| 2000 | Campionatul European în sală             | Gent, Belgia             | 2   | 8,20 m |
| 2000 | Jocurile Olimpice                        | Sydney, Australia        | 9   | 8,00 m |
| 2001 | Campionatul Mondial                      | Edmonton, Canada         | 27  | 4,01 m |
| 2003 | Campionatul Mondial în sală              | Birmingham, Regatul Unit | –   | DS     |
| 2003 | Campionatul Mondial                      | Paris, Franța            | 10  | 7,84 m |
| 2004 | Campionatul Mondial în sală              | Budapesta, Ungaria       | 4   | 8,26 m |
| 2004 | Jocurile Olimpice                        | Atena, Grecia            | 8   | 8,21 m |
| 2005 | Campionatul European în sală             | Madrid, Spania           | 2   | 8,14 m |
| 2005 | Campionatul Mondial                      | Helsinki, Finlanda       | –   | FR     |

## Recorduri personale
| Probă                       | Performanță | Dată             | Locație   |
| --------------------------- | ----------- | ---------------- | --------- |
| Săritură în lungime         | 8,29 m      | 18 mai 1996      | Formia    |
| Săritură în lungime în sală | 8,30 m RN   | 29 ianuarie 2000 | București |